# Дискографија Мака Милера
Амерички репер, певач, текстописац и музички продуцент Мак Милер објавио је пет студијских албума, два ЕП-а, два албума уживо, тринаест микстејпова, четрдесет синглова (тринаест као главни извођач) и шездесет и један музички спот. Милер је каријеру започео 2007. године као члан хип-хоп групе The Ill Spoken пре него што се одлучио за соло каријеру. Након објављивања неколико соло микстејпова, Милер је потписао уговор са независном издавачком кућом Рострум рекордс, 2010. године. Његов први ЕП On and On and Beyond објављен је у марту 2011. године и нашао се на 55. месту америчке листе Билборд 200. Милеров сингл Donald Trump са микстејпа Best Day Ever, постао је његов први сингл који се нашао на некој листи, а био је 75. на листи Билборд хот 100 и добио је златни сертификат од стране Америчког удружења дискографских кућа.
У новембру 2011. године Милер је објавио први студијски албум под називом Blue Slide Park. Албум се нашао на првом месту листе Билборд 200 и био је први независно дистрибуирани албум који се нашао на врху ове листе од 1995. године. Такође, Blue Slide Park нашао се на листама Top R&B/Hip-Hop Albums и Top Rap Albums charts. Поред тога албум је представљен у Француској, Канади и Данској. Албуму је претходило издање синглова Frick Park Market и Party on Fifth Ave који су се нашли на 60. и 64. месту листе Билборд хот 100. Албуму је додељен златни сертификат у Сједињеним Државама и Канади, а са њега су се издвојиле песме Smile Back, Frick Park Market и Party on Fifth Ave, које су се нашле на 55, 60 и 64 месту листе Билборд хот 100.
У марту 2012. године репер је објавио микстејп Macadelic, а главни сингл са микстејпа био је Loud, који је достигао 53. позицију на Билборд хот 100 листи. У марту 2013. године, Милер је сарађивао са певачицом Аријаном Гранде на  њеном синглу The Way који се нашао на деветој позицији листе Билборд хот 100, тридесет и седмој на листи у Аустралији, тридесет и трећој у Канади, двадесет и другој у Холандији и четрдесет и првој позицији на листи у Сједињеним Државама, где је освојио троструки платинумски сертификат од стране Америчког удружења дискографских кућа. Watching Movies with the Sound Off, Милеров други студијски албум објављен је 18. јуна 2012. године, досегао је до треће позиције листе Билборд 200, а током прве недеље од објављивања продат је у 102.000 примерака.
Током 2014. године, Милер је прекинуо сарадњу са Рострум рекордсом и потписао уговор са Ворнер брос рекордсом. Трећи студијски албум под називом GO:OD AM, објављен је 18. септембра 2015. године, дебитовао је на четвртом месту листе Билбобрд 200. и додељен му је златни сертификат у Сједињеним Државама. Сингл Weekend, који је Милер направио у сарадњи са певачем Мигелом, постала је његова друга песма којој је додељен платинумски сертификат од стране Америчког удружења дискографских кућа. Милеров четврти студијски албум, The Divine Feminine објављен је 16. септембра 2016. године, пети и последњи албум под називом Swimming, 3. августа 2018. године, а они су се нашли на другом и трећем месту листе Билборд 200. Након Милерове смрти 7. септембра 2018. године, албум Swimming и сингл Self Care доспели су на врхове музичких листа широм света. Swimming је био на седмом месту листе у Аустралији, девети у Холандији, седми на Новом Зеланду и четрнаести у Уједињеном Краљевству. Сингл Self Care био је на тридесет и трећој позицији у Сједињеним Државама, осамдесет и трећој у Аустралији, тридесет и осмој у Канади и шездесет и првој у Уједињеном Краљевству.

## Албуми

### Студијски албуми
| Назив | Детаљи | Позиција | Позиција                 | Позиција | Позиција       | Позиција | Позиција | Позиција | Позиција | Позиција | Позиција | Број продатих примерака | Сертификати                                                            |
| Назив | Детаљи | САД      | САД Ритам и блуз/Хип хоп | АУС      | БЕЛ (Ултратоп) | КАН      | НЕМ      | ФРА      | ХОЛ      | НЗ       | УК       | Број продатих примерака | Сертификати                                                            |
| --- | --- | -------- | ------------------------ | -------- | -------------- | -------- | -------- | -------- | -------- | -------- | -------- | ----------------------- | ---------------------------------------------------------------------- |
| Blue Slide Park                                                                                               | - Датум објављивања: 8. новембар 2011. - Издавачка кућа: Рострум рекордс - Формат: компакт диск, грамофонска плоча, дигитално преузимање | 1        | 1                        | —        | 185            | 8        | 40       | 175      | —        | —        | 143      | - САД: 344.000          | - Америчко удружење дискографских кућа: Златни - Музика Канада: Златни |
| Watching Movies with the Sound Off                                                                            | - Датум објављивања: 18. јун 2013. - Издавачка кућа: Рострум - Формат: компакт диск, грамофонска плоча, дигитално преузимање             | 3        | 3                        | —        | 82             | 4        | —        | —        | —        | 36       | 56       | - САД: 250.000          | - Америчко удружење дискографских кућа: Златни                         |
| GO:OD AM | - Датум објављивања: 18. септембар 2015. - Издавачка кућа: Ворнер брос - Формат: компакт диск, грамофонска плоча, дигитално преузимање   | 4        | 2                        | 32       | 74             | 7        | —        | 117      | 86       | 29       | 76       | - САД: 92.000           | - Америчко удружење дискографских кућа: Златни                         |
| The Divine Feminine                                                                                           | - Датум објављивања: 16. септембар 2016. - Издавачка кућа: Ворнер брос - Формат: компакт диск, грамофонска плоча, дигитално преузимање   | 2        | 1                        | 13       | 38             | 6        | —        | 64       | 30       | 17       | 59       | - САД: 32.000           |                                                                        |
| Swimming | - Датум објављивања: 3. август 2018. - Издавачка кућа: Ворнер брос - Формат: компакт диск, грамофонска плоча, дигитално преузимање       | 3        | 3                        | 7        | 15             | 4        | 13       | 42       | 9        | 7        | 17       | - САД: 30.000           | - Америчко удружење дискографских кућа: Златни                         |
| "—" означава издање које или није дебитовало на тој топ-листи или није дебитовало у/на тој држави/територији. | |          |                          |          |                |          |          |          |          |          |          |                         |                                                                        |

### Уживо албуми
| Назив | Детаљи                                                                                           | Позиција                 |
| Назив | Детаљи                                                                                           | САД Ритам и блуз/Хип хоп |
| --- | ------------------------------------------------------------------------------------------------ | ------------------------ |
| Live from Space                                                                                               | - Објављено: 17. децембар 2013. - Издавачка кућа: Рострум - Формат: дигитално преузимање         | 23                       |
| Spotify Singles                                                                                               | - Објављено: 28. новембар 2018. - Издавачка кућа: Ворнер брос - Формат: стрим, грамофонска плоча | —                        |
| "—" означава издање које или није дебитовало на тој топ-листи или није дебитовало у/на тој држави/територији. |                                                                                                  |                          |

### Микстејпови
| Назив | Детаљи | Позиције | Позиције                 | Позиције       | Позиције |
| Назив | Детаљи | САД      | САД Ритам и блуз/Хип хоп | БЕЛ (Ултратоп) | КАН      |
| --- | --- | -------- | ------------------------ | -------------- | -------- |
| But My Mackin' Ain't Easy (као )                                                                              | - Датум објављивања: 2007 - Издавачка кућа: самостално издање - Формат: дигитално преузимање                                  | —        | —                        | —              | —        |
| How High (Мак Милер и Биди, као део групе The Ill Spoken)                                                                   | - Датум објављивања: 2008 - Издавачка кућа: самостално издање - Формат: дигитално преузимање                                  | —        | —                        | —              | —        |
| The Jukebox: Prelude to Class Clown                                                                           | - Датум објављивања: 2009 - Издавачка кућа: самостално издање - Формат: дигитално преузимање                                  | —        | —                        | —              | —        |
| The High Life                                                                                                 | - Датум објављивања: 2009 - Издавачка кућа: самостално издање - Формат: дигитално преузимање                                  | —        | —                        | —              | —        |
| K.I.D.S. | - Датум објављивања: 13. август 2010. - Издавачка кућа: Рострум - Формат: дигитално преузимање                                | —        | —                        | —              | —        |
| Best Day Ever                                                                                                 | - Датум објављивања: 11. март 2011. - Издавачка кућа: Рострум - Формат: компакт диск, грамофонска плоча, дигитално преузимање | 26       | 17                       | 147            | 41       |
| I Love Life, Thank You                                                                                        | - Датум објављивања: 14. октобар 2011. - Издавачка кућа: самостално издање - Формат: дигитално преузимање                     | —        | —                        | —              | —        |
| Macadelic | - Датум објављивања: 23. март 2012. - Издавачка кућа: Рострум - Формат: дигитално преузимање                                  | 106      | —                        | —              | —        |
| Run-On Sentences: Vol. 1 (као Лери Фишерман)                                                                  | - Датум објављивања: 4. март 2013. - Издавачка кућа: самостално издање - Format: дигитално преузимање                         | —        | —                        | —              | —        |
| Stolen Youth (Као Лери Фишерман са Винсом Стаплсом)                                                           | - Датум објављивања: 20. јун 2013. - Издавачка кућа: самостално издање - Формат: дигитално преузимање                         | —        | —                        | —              | —        |
| Delusional Thomas (као )                                                                                      | - Датум објављивања: 31. октобар 2013. - Издавачка кућа: самостално издање - Формат: дигитално преузимање                     | —        | —                        | —              | —        |
| Faces | - Датум објављивања: 11. мај 2014. - Издавачка кућа: самостално издање - Формат: дигитално преузимање                         | —        | —                        | —              | —        |
| Run-On Sentences: Vol. 2 (Као Лери Фишерман)                                                                  | - Датум објављивања: 29. децембар 2015. - Издавачка кућа: самостално издање - Формат: дигитално преузимање                    | —        | —                        | —              | —        |
| "—" означава издање које или није дебитовало на тој топ-листи или није дебитовало у/на тој држави/територији. | |          |                          |                |          |

## Епови
| Назив | Детаљи | Позиција | Позиција                 | Позиција | Број продатих примерака |
| Назив | Детаљи | САД      | САД Ритам и блуз/Хип хоп | САД џез  | Број продатих примерака |
| --- | --- | -------- | ------------------------ | -------- | ----------------------- |
| On and On and Beyond                                                                                          | - Датум објављивања: 29. март 2011. - Издавачка кућа: Рострум - Формат: дигитално преузимање               | 55       | 15                       | —        | - САД: 54.000           |
| You (Мак Милер и )                                                                                            | - Датум објављивања: 21. новембар 2012. - Издавачка кућа: самостално издање - Формат: дигитално преузимање | —        | —                        | 16       |                         |
| "—" означава издање које или није дебитовало на тој топ-листи или није дебитовало у/на тој држави/територији. | |          |                          |          |                         |

## Синглови

### Као главни извођач
| Назив                                                                               | Година | Позиције | Позиције                 | Позиције | Позиције       | Позиције | Позиције | Позиције | Позиције | Сертификати                                        | Албум                              |
| Назив                                                                               | Година | САД      | САД Ритам и блуз/Хип хоп | АУС      | БЕЛ (Ултратоп) | КАН      | ФРА      | НЗ       | УК       | Сертификати                                        | Албум                              |
| ----------------------------------------------------------------------------------- | ------ | -------- | ------------------------ | -------- | -------------- | -------- | -------- | -------- | -------- | -------------------------------------------------- | ---------------------------------- |
| „Nikes on My Feet”                                                                  | 2010   | —        | —                        | —        | —              | —        | —        | —        | —        |                                                    | K.I.D.S.                           |
| „Kool Aid & Frozen Pizza”                                                           | 2010   | —        | —                        | —        | —              | —        | —        | —        | —        |                                                    | K.I.D.S.                           |
| „Knock Knock”                                                                       | 2010   | 88       | —                        | —        | —              | 71       | —        | —        | —        | - Америчко удружење дискографских кућа: Златни     | K.I.D.S.                           |
| „Senior Skip Day”                                                                   | 2010   | —        | —                        | —        | —              | —        | —        | —        | —        |                                                    | K.I.D.S.                           |
| „On and On”                                                                         | 2011   | —        | —                        | —        | —              | —        | —        | —        | —        |                                                    | On and On and Beyond               |
| „Donald Trump”                                                                      | 2011   | 75       | —                        | —        | —              | —        | 110      | —        | —        | - Америчко удружење дискографских кућа: Платинасти | Best Day Ever                      |
| „Frick Park Market”                                                                 | 2011   | 60       | —                        | —        | —              | —        | —        | —        | —        |                                                    | Blue Slide Park                    |
| „Party on Fifth Ave”                                                                | 2011   | 64       | —                        | —        | —              | —        | —        | —        | —        | - Америчко удружење дискографских кућа: Златни     | Blue Slide Park                    |
| „Up All Night”                                                                      | 2011   | —        | —                        | —        | —              | —        | —        | —        | —        |                                                    | Blue Slide Park                    |
| „Loud”                                                                              | 2012   | 53       | —                        | —        | —              | 71       | —        | —        | —        | - Америчко удружење дискографских кућа: Златни     | Macadelic                          |
| „Lucky Ass Bitch" (Мак Милер и Ђуси Џеј)                                            | 2013   | —        | —                        | —        | —              | —        | —        | —        | —        |                                                    | Macadelic                          |
| „S.D.S.”                                                                            | 2013   | —        | 41                       | —        | 74             | —        | —        | —        | —        |                                                    | Watching Movies with the Sound Off |
| „Watching Movies”                                                                   | 2013   | —        | 33                       | —        | —              | —        | —        | —        | —        |                                                    | Watching Movies with the Sound Off |
| „Diablo”                                                                            | 2014   | —        | —                        | —        | —              | —        | —        | —        | —        |                                                    | Faces                              |
| „100 Grandkids”                                                                     | 2015   | 100      | 28                       | —        | 25             | —        | —        | —        | —        |                                                    | GO:OD AM                           |
| „Break the Law”                                                                     | 2015   | —        | —                        | —        | —              | —        | —        | —        | —        |                                                    | GO:OD AM                           |
| „Clubhouse"                                                                         | 2015   | —        | —                        | —        | —              | —        | —        | —        | —        |                                                    | GO:OD AM                           |
| „Weekend” (Мак Милер и Мигел)                                                       | 2016   | —        | 46                       | —        | —              | —        | —        | —        | —        | - Америчко удружење дискографских кућа: Платинасти | GO:OD AM                           |
| „Dang!” (Мак Милер и Андерсон Пак)                                                  | 2016   | —        | 45                       | 99       | 3              | —        | 76       | —        | —        | - Америчко удружење дискографских кућа: Златни     | The Divine Feminine                |
| „We" (Мак Милер и CeeLo Green)                                                      | 2016   | —        | —                        | —        | —              | —        | —        | —        | —        |                                                    | The Divine Feminine                |
| „My Favorite Part” (Мак Милер и Аријана Гранде)                                     | 2016   | —        | —                        | —        | —              | —        | —        | —        | —        |                                                    | The Divine Feminine                |
| „Buttons”                                                                           | 2018   | —        | —                        | —        | —              | —        | —        | —        | —        |                                                    | Није ни на једном албуму           |
| „Programs”                                                                          | 2018   | —        | —                        | —        | —              | —        | —        | —        | —        |                                                    | Није ни на једном албуму           |
| „Small Worlds”                                                                      | 2018   | —        | —                        | —        | —              | —        | —        | —        | —        |                                                    | Swimming                           |
| „Self Care”                                                                         | 2018   | 33       | 18                       | 83       | —              | 38       | —        | 5        | 61       | - Америчко удружење дискографских кућа: Платинасти | Swimming                           |
| „What's the Use?”                                                                   | 2018   | —        | —                        | —        | —              | —        | —        | —        | —        |                                                    | Swimming                           |
| „Time” (Мак Милер, и )                                                              | 2019   | —        | —                        | —        | —              | —        | —        | 22       | —        |                                                    | Није ни на једном албуму           |
| „—” означава издања која нису била на листама или нису била објављена у тој држави. |        |          |                          |          |                |          |          |          |          |                                                    |                                    |

### Као гостујући извођач
| Назив                                                                               | Година | Позиција | Позиција | Позиција | Позиција       | Позиција | Позиција | Позиција | Позиција | Позиција | Позиција | Сертификати | Албум                                |
| Назив                                                                               | Година | САД      | САД ПОП  | АУС      | БЕЛ (Ултратоп) | КАН      | ИР       | ЈАП      | ХОЛ      | НЗ       | УК       | Сертификати | Албум                                |
| ----------------------------------------------------------------------------------- | ------ | -------- | -------- | -------- | -------------- | -------- | -------- | -------- | -------- | -------- | -------- | --- | ------------------------------------ |
| „I'm V.I.P.” (, и Мак Милер)                                                        | 2010   | —        | —        | —        | —              | —        | —        | —        | —        | —        | —        | | Movies on Demand 2                   |
| „Beautiful Money” ( и Мак Милер)                                                    | 2011   | —        | —        | —        | —              | —        | —        | —        | —        | —        | —        | | Knock Knock                          |
| „82 92” (, и Мак Милер)                                                             | 2011   | —        | —        | —        | —              | —        | —        | —        | —        | —        | —        | | Није ни на једном албуму             |
| „Groupie Love” (, Мак Милер и )                                                     | 2011   | —        | —        | —        | —              | —        | —        | —        | —        | —        | —        | | Population Control                   |
| „Middle Finger” (Cobra Starship и Мак Милер)                                        | 2011   | —        | 36       | —        | —              | 55       | —        | 80       | —        | —        | —        | | Night Shades                         |
| „Moves like Jagger” (ремикс) (Maroon 5, Кристина Агилера и Мак Милер)               | 2011   | —        | —        | —        | —              | —        | —        | —        | —        | —        | —        | | Није ни на једном албуму             |
| „Happy Days” (Statik Selektah, Termanology, Мак Милер, и Шон Стокман)                                         | 2012   | —        | —        | —        | —              | —        | —        | —        | —        | —        | —        | | 2012                                 |
| „Black Acura” (Мак Милер и Пак Див)                                                 | 2012   | —        | —        | —        | —              | —        | —        | —        | —        | —        | —        | | GMB                                  |
| „The Way” (Мак Милер и Аријана Гранде)                                              | 2013   | 9        | 12       | 37       | 58             | 33       | 51       | 66       | 22       | 31       | 41       | - Америчко удружење дискографских кућа: 3× Платинасти - Аустралијско удружење дискографских кућа: Златни - Британска фонографска индустрија: Сребрни - Канадска музичка индустрија: Платинасти | Yours Truly                          |
| „21 & Over” (, Мак Милер и Шон Прајс)                                               | 2013   | —        | —        | —        | —              | —        | —        | —        | —        | —        | —        | | Extended Play                        |
| „Into You” (Алекс Генеа ремикс) (Аријана Гранде и Мак Милер)                        | 2016   | —        | —        | —        | —              | —        | —        | —        | —        | —        | —        | | Christmas & Chill (Јапанска верзија) |
| „Learn How to Watch” (, Мак Милер и )                                               | 2018   | —        | —        | —        | —              | —        | —        | —        | —        | —        | —        | — | Battered Bruised & Bloody            |
| „That's Life” (, Мак Милер и Сија)                                                  | 2019   | —        | —        | —        | —              | —        | —        | —        | —        | —        | —        | | Није ни на једном албуму             |
| „—” означава издања која нису била на листама или нису била објављена у тој држави. |        |          |          |          |                |          |          |          |          |          |          | |                                      |

## Остале популарне песме
| Назив | Година | Позиција | Позиција   | Позиција | Позиција | Позиција | Позиција | Албум                              |
| Назив | Година | САД      | САД R&B/HH | БЕЛ (WA) | КАН      | НЗ Hot   | УК       | Албум                              |
| --- | ------ | -------- | ---------- | -------- | -------- | -------- | -------- | ---------------------------------- |
| „Smile Back”                                                                                                  | 2011   | 55       | —          | —        | —        | —        | —        | Blue Slide Park                    |
| „Goosebumpz”                                                                                                  | 2013   | —        | 43         | —        | —        | —        | —        | Watching Movies with the Sound Off |
| „O.K.” (Мак Милер, Тајлер и the Creator)                                                                      | 2013   | —        | —          | —        | —        | —        | —        | Watching Movies with the Sound Off |
| „Cinderella” (Мак Милер и )                                                                                   | 2016   | —        | —          | —        | —        | —        | —        | The Divine Feminine                |
| „Come Back to Earth”                                                                                          | 2018   | 91       | 41         | —        | —        | 8        | —        | Swimming                           |
| „Hurt Feelings”                                                                                               | 2018   | 70       | 29         | —        | 74       | 7        | 99       | Swimming                           |
| "Ladders" | 2018   | —        | 50         | 25       | —        | 6        | —        | Swimming                           |
| „2009” | 2018   | —        | 49         | —        | —        | —        | —        | Swimming                           |
| "—" означава издање које или није дебитовало на тој топ-листи или није дебитовало у/на тој држави/територији. |        |          |            |          |          |          |          |                                    |

## Спотови

### Као главни извођач
| Назив                                               | Година | Режисер(и)               |
| --------------------------------------------------- | ------ | ------------------------ |
| „Get It on the Floor” (ремикс)                      | 2009   | Непознато                |
| „On Some Real Shit (100,000 Bars)”                  | 2009   | Непознато                |
| „Cruisin'”                                          | 2009   | Ијан Волфсон             |
| „Got a Clue”                                        | 2009   | Ијан Волфсон             |
| „Ladies and Gentlemen”                              | 2009   | Непознато                |
| „Snap Back”                                         | 2009   | Брендон Дул              |
| „Live Free”                                         | 2009   | Ијан Волфсон             |
| „Another Night”                                     | 2010   | Ијан Волфсон             |
| „Nikes on My Feet”                                  | 2010   | Ијан Волфсон             |
| „La La La La”                                       | 2010   | Дан Мејерс               |
| „Kool Aid & Frozen Pizza”                           | 2010   | Ијан Волфсон             |
| „Don't Mind If I Do”                                | 2010   | Ијан Волфсон             |
| „Senior Skip Day”                                   | 2010   | Ијан Волфсон             |
| „Knock Knock”                                       | 2010   | Ијан Волфсон             |
| „Donald Trump”                                      | 2011   | Ијан Волфсон             |
| „Get Up!”                                           | 2011   | Ијан Волфсон             |
| „Wear My Hat”                                       | 2011   | Ијан Волфсон             |
| „Best Day Ever”                                     | 2011   | Ијан Волфсон             |
| „Frick Park Market”                                 | 2011   | Ијан Волфсон             |
| „Smile Back”                                        | 2011   | Ијан Волфсон             |
| „Party on Fifth Ave.”                               | 2011   | Ијан Волфсон             |
| „Of the Soul”                                       | 2012   | Ијан Волфсон             |
| „Loud”                                              | 2012   | Ијан Волфсон             |
| „Thoughts from a Balcony”                           | 2012   | Мак Милер и Џастин Бојд  |
| „Clarity”                                           | 2012   | Ијан Волфсон и Мак Милер |
| „Missed Calls”                                      | 2012   | Ијан Волфсон             |
| „America” (Мак Милер, и )                           | 2012   | Мајк Вакс и Мајк Карсон  |
| „He Who Ate All the Caviar”                         | 2012   | Ијан Волфсон             |
| „One Last Thing”                                    | 2012   | Ијан Волфсон             |
| „S.D.S.”                                            | 2013   | Ијан Волфсон             |
| „Objects in the Mirror”                             | 2013   | Ијан Волфсон             |
| „Watching Movies”                                   | 2013   | Ијан Волфсон и Мак Милер |
| „Gees” (Мак Милер и )                               | 2013   | Illroots                 |
| „I Am Who Am (Killin' Time)” Мак Милер и Ники Ранда | 2013   | Ијан Волфсон             |
| „The Star Room” (Мак Милер и )                      | 2013   | Ијан Волфсон             |
| „Youforia”                                          | 2013   | Ијан Волфсон             |
| „Avian”                                             | 2014   | Ијан Волфсон             |
| „Diablo”                                            | 2014   | Ијан Волфсон             |
| „100 Grandkids”                                     | 2015   | Ник Вокер                |
| „Brand Name”                                        | 2015   | Мак Милер и Ијан Волфсон |
| „Clubhouse”                                         | 2015   |                          |
| „Weekend” Мак Милер и Мигел                         | 2016   | Данијел Чернилофски      |
| „Dang!” (Мак Милер и )                              | 2016   | Ијан Волфсон             |
| „Stay”                                              | 2016   |                          |
| „My Favorite Part” Мак Милер и Аријана Гранде       | 2016   |                          |
| „Cinderella” (Мак Милер и )                         | 2017   | Бо Миросени              |
| „Self Care”                                         | 2018   | Кристијан Вебер          |
| „Inertia”                                           | 2018   | Сам Балабан              |
| „Come Back to Earth”                                | 2018   | Непознато                |

### Као гостујући извођач
| Назив                                         | Година | Режисер(и)    |
| --------------------------------------------- | ------ | ------------- |
| „Always Been” ( и Мак Милер)                  | 2011   | Тони Билз и   |
| „82 92” (, и Мак Милер)                       | 2011   | Џон Фолф      |
| „Extra Extra” ( и Мак Милер)                  | 2011   | Кенет Прајс   |
| „Around the World” (, Мак Милер и Џош Еверте) | 2011   | Дан Мејерс    |
| „Middle Finger” ( и Мак Милер)                | 2012   | Луга Подеста  |
| „Great” (, Мак Милер и )                      | 2012   |               |
| „Strip Show” ( и Мак Милер)                   | 2012   | Ијан Волфсон  |
| „Black Acura” ( и Мак Милер)                  | 2013   | Аустин Винчел |
| „The Way” (Аријана Гранде и Мак Милер)        | 2013   | Џонас Кроу    |
| „21 & Over” (, Мак Милер и Шон Прајс)         | 2013   | Гај Блеловч   |
| „Came Thru/Easily” (Чак Инглиш, и Мак Милер)  | 2013   | Тревор Кејн   |
| „Learn How to Watch” (, Мак Милер и )         | 2018   | Кол Бенет     |